# Факоемулзификација
Факоемулзификација једна је од инвазивних терапијских метода у офталмологији која се примењује у оперативном лечењу замућења очног сочива или катаракте. Она је савремена интервенције у којој се прво очно сочиво „дроби” ултразвучним ласером, истовренмено са уношењем раствора соли који попуњава унутрашњу комору ока и додатно хлади ултразвучни ласер. Потом се издробљено социво исисава из ока и постепено замењује новим сочивом.
Било која врста катаракте која угрожава видну оштрину пацијента,  или изазива замућење вида, одсјај, обојене ореоле, монокуларну диплопију, смањену визуелну функцију и измењену контрастну осетљивост, главнае су индикација за факоемулзификацију.

## Историја
Прву екстракапсуларну екстракцију катаракте извео је француски хирург по имену Жак Давил 1753. Давил је уклонио сочиво кроз прилично дуг рез на рожњачи ока. Немачки офталмолог Албрехт фон Грефе је 1865. године усавршио је операцију уклањања сочива кроз много мањи линеарни рез на беоњачи ока. Након фон Граефеа, међутим, интракапсуларна екстракција је постепено постала омиљена метода уклањања катаракте иако је остављала пацијента без сочива унутар ока.
Два проналаска која су поново учинила екстракапсуларну екстракцију пожељном су оперативни микроскоп и интраокуларно сочиво. Прва операција ока изведена оперативним микроскопом урађена је у Портланду, Орегон, 1948. године. Исте године, британски офталмолог по имену Харолд Ридли имплантирао је прво интраокуларно сочиво у око пацијента са катарактом. Између 1948. и 1980-их, ручно резање је било стандардни облик лечења катаракте.
Факоемулзификацију као једну од савремених метода операција катаракте Charles D Kelman први пут је увео офталмологију 1948. године.  Његова метода на глобалном нивоу прихваћена је 1967. године,  а постала популарна 1980-тих године због различитих иновација као што су офталмолошки високохируршки уређаји, развој склопивих интраокуларних сочива, континуираних криволинијских капсулохексија и побољшаног квалитета и перформансе фако машина.
Све је почело када је Charles D Kelman први пут посетио зубара, и открио да се зубна глеђ и њени остаци успешно могу уклањати ултразвучном енергијом. Користећи сличан принцип, Charles D Kelman  је шупљу иглу од титанијума пречника 1 mm и ултразвучном снагом на њеном врху успео да уклони очно сочиво брзином од 40.000Hz/s,  емулгацијом кроз мали рез на оку дужине 2-3 mm, и тако добио савршене видне резултате.
Недавна достигнућа у технологији факоемулзификације која укључују комбиновање ултразвучног и иригационо-аспирационог инструмента у један комплет за једнократну употребу смањило је трошкове производње, елиминисало ризик од инфекције и обезбедило боље хируршке резултате.

## Опште информације
Око је сложен орган који захтева посебну пажњу приликом хируршких интервенција, и зато се од офталмолога тражи да правилно дијагностикује катаракту и предложи најефикаснију методу. 
Иако данас постоје многе модификације техника које се примењују у оперативним захватима на оку, данас се као основна техника у лечењу катаракте усталила   факоемулзификација, и временом постала златни стандард за екстракцију замућеног очног сочива, очне мрене или катаракте. 
Предност факоемулзификације је та што омогућава стварање горњег или темпоралног (слепоочног) чистог реза рожњаче од 2-3 mm, или два бочна реза на 2-3 сата са обе стране главне ране. Кроз овај рез убацује се ултразвучна сонда за дробљење, емулговање и аспирацију замућеног очног сочива. Стварање малих рана на оку увело је револуцију модерну хирургију катаракте и омогућило самозаварујућу, астигматички неутралну,и  анатомски бољу и јачу рану са јако малом учесталости компликација. Ова метода је такође омогућила примену концепта склопивог унутарочног сочива, који сесада може имплантирати у капсуларну кесу ока кроз мањи рез.
За извођење ове методе неопходна је локална анестезија, која се користи током захвата. У процесу анестезије локални анестетик се убризгава у подручју фацијалног нерва и очног мишића, како би се купирао бол и постигла имобилизација очног мишића током процес операције катаракте. Кардиоваскуларно надгледање је пожељно приликом употребе локалне анестезије, а обавезне су и одговарајуће мере стерилизације операционог поља, инструмената и прибора као и припрема операционе сале. 

## Индикације
Факоемулзификација је индикована када је очно сочиво постало замућено и резултује смањеном оштрином вида, која причињава:
- потешкоће у обављању свакодневних активности,
- умањену оштрину вида на близини или на даљину,
- појаву обојених ореола,
- фотофобију,
- монокуларну диплопију,
- смањену контрастну осетљивост,
- бели рефлекс у зеничном подручју.

Различите врсте катаракте које захтевају операцију  су:
- задња субкапсуларна катаракта,
- нуклеарна катаракта,
- кортикална катаракта,
- смеђа катаракта,
- зрела катаракта,
- нуклеарна опалесценција,
- трауматска катаракта,
- постериорна поларна катаракта
- сублуксирана катаракта са капсуларним потпорним деловима.

Како неке професије захтевају савршену оштрину вида са минимално прихватљивим стандардима одступања као што су авијација, друмски и речни саобраћај, оружане снаге и руковање сложеном опремом, припадници таквих професије због нарушене оштрине вида подлежу факоемулзификацији.
Кортикална катаракта има умерену брзину раста, производи умерени одсјај и благо утиче на вид на близину и на даљину. 
Нуклеарна катаракта има спор раст, производи благи одсјај, умерено утиче на вид на даљину и производи умерену индуковану миопију. Насупрот томе, променљива брзина раста постериорне субкапсуларне катаракте производи изражен сјај и има благи ефекат на вид на даљину и изражен ефекат на вид на близину.

## Контраиндикације
Различите контраиндикације за факоемулзификацију укључују:
- Вишеструки системски коморбидитети
- Пацијент не жели операцију,  јер је задовољан оштрином вида са наочарима
- Хируршка интервенција неће побољшати вид
- Постоперативна нега није могућа

## Преоперативна припрема
Физички преглед је обавезан и укључује процену општег физичког стања пацијента како би се искључили системски коморбидитети као што су дијабетес мелитус, хипертензија, исхемијска болест срца, хронична опструктивна болест плућа, дијатеза крварења, супресија надбубрежне жлезде, Кушингова болест, неуролошки проблеми попут Алцхајмерове болести и Паркинсонове болести. болест.
Мора се искључити било каква осетљивост на лек, и треба забележити анамнезу антикоагуланса и антитромбоцита. Такође је императив имати на уму историју системских алфа а1-адренергичких антагониста као што су празосин, теразосин, алфузосин јер су повезани са интраоперативним синдромом флопи ириса током операције катаракте.
Такође је неопходно документовати сваку алергију и нежељену реакцију на лекове. Детаљан предњи и задњи сегмент је обавезан у сваком случају подвргнутом операцији катаракте. 
Преглед предњег сегмента капака је обавезан ради утврђивања блефаритиса, болести меибомске жлезде, трихијазе, дистихијазе и било које друге аднексалне патологије, коњунктива и склера да би се искључио коњуктивитис, еписклеритис, склеритис, било који чвор или маса, преглед рожњаче да би се искључио пунктатни епител, ерозија црева инфилтрат или било који ожиљак рожњаче, процена дубине предње коморе ради утврђивања глаукома затвореног угла, шареница за тражење било какве хетерохромије, атрофија шаренице која може указивати на прошлу херпес инфекцију, преглед зенице да би се искључила перзистентна зеничка мембрана, релативни аферентни дефект зенице, и задње синехије, украшена зеница.
Детаљним прегледом фундуса ока треба утврдити дијабетесну ретинопатију, хипертензивне ретинопатије, старосне макуларне дегенерације, одвајања мрежњаче или било које друге макуларне патологије.

## Хирушка техника
Пре почетка опарација поставља се спекулум на око да би држао у фисираном положају очне капке, и обави локална анестезија ока и очних мишића.
Процедура почиње прављењем једног или два реза у облику слова X у оку. Потом се  уклања предња страна капсуле ока која садржи сочиво унутар ока. Ова метода операције катаракте обухвата употребу апарата који контролише проток ласера уз помоћ микропроцесора. Овај корак се заснива на употреби перистатичке или Вентури пумпе. Фако сонда је ултразвучни операциони инструмент са титанијумском или челичном иглом. Врх игле вибрира на ултразвучној фреквенцији са циљем да обликује и дроби катаракту док пумпица усисава садржај кроз свој врх. Такође могу да се користе и други осетљиви челични инструмент којима се прилалази са стране ока кроз отвор који служи за разбијање језгра на мање целине. Катаракта се на овај начин разбија на 2 или 4 целине и свака целина се додатно дроби и извлачи сукцијом. Дробљењем језгра се лакше уклања садржаја катаракте. 
Након уклањања свих тврдих унутрашњих делова сочива факоемулзификацијом, мекши спољни део сочива се уклања сукцијом.
Затим се иригационо-аспирационом сонда или бимануелним системом исисавају преостали  периферни делови док се оставља задњи део капсуле нетакнутим. Као и код других метода операција катаракте, у остатке капсуле сочива се поставља интраокуларно сочиво - као имплант уместо извађеног сочива. 
Како постоје разни типови интраокуларних сочива, код неких је неопходно правити већи рез да би сочиво могло да се уметне, док код других сочива то није неопходно. 
Код преклопних сочива који се састоје од силикона или акрила одговарајуће снаге, преклоп се остварује помоћу држача или преклапача или уз помоћ одговарајућег уређаја који долази заједно са интраокуларним сочивом. Тако припремљено сочиво се потом убацује у задњу комору ока у капсуларни џеп. Понекад је неопходна и имплатација жљеба због протока суза задње коморе или због зонуларне дијализе.
Након операције поставља се шав ране. Како је рез мали  шав ране је ако мали или у неким случајевима уопште није ни потребан, опоравак пацијената после ове врсте хируршке интервенције је знатно скраћен.

## Компликације
| Интраоперативне | Постоперативне |
| --- | --- |
| - Цурење ране - Дехисценција ране - Опекотинске ране - Одвајање десцеметне мембране - Опекотина рожњаче - Иридодијализа - Зонуларна дијализа - Постериорна капсуларна суза - Нуклеарни пад - Задржани кортекс - Пролапс стакластог тела - Одвајање хороидее - Аблација мрежњаче | - Цурење ране - Астигматизам - Стрипаста кератопатија - Едем рожњаче - Пупиларни блок - Увеитис - Унутарочна децентрација сочива - Унутарочна сублуксација сочива - Унутарочна дислокација сочива - Синдром стакластог фитиља - Синдром додира стакластог тела - Ендофталмитис - Токсични синдром предњег сегмента |